# Rajd Wiesbaden 1971
Rajd Wiesbaden 1971 (33. Int. AvD-Rallye Wiesbaden) – 33 edycja rajdu samochodowego Rajd Wiesbaden rozgrywanego w RFN. Rozgrywany był od 21 do 23 maja 1971 roku. Była to szósta runda Rajdowych Mistrzostw Europy w roku 1971 oraz piąta runda Rajdowych mistrzostw Niemiec.

## Klasyfikacja rajdu
| Miejsce                                      | Kierowca                                     | Pilot                                        | Samochód                                     | Czas                                         | Strata                                       |                                              |
| Klasyfikacja generalna, ERC i mistrzostw RFN | Klasyfikacja generalna, ERC i mistrzostw RFN | Klasyfikacja generalna, ERC i mistrzostw RFN | Klasyfikacja generalna, ERC i mistrzostw RFN | Klasyfikacja generalna, ERC i mistrzostw RFN | Klasyfikacja generalna, ERC i mistrzostw RFN | Klasyfikacja generalna, ERC i mistrzostw RFN |
| -------------------------------------------- | -------------------------------------------- | -------------------------------------------- | -------------------------------------------- | -------------------------------------------- | -------------------------------------------- | -------------------------------------------- |
| 1.                                           | Walter Röhrl                                 | Herbert Marecek                              | Ford Capri 2600 RS                           | 1:05:34                                      | 0.0                                          |                                              |
| 2.                                           | Achim Warmbold                               | Hans-Christoph Mehmel                        | BMW 2002 Ti                                  | 1:07:32                                      | +1:58                                        |                                              |
| 3.                                           | Peter Brink                                  | Hans-Joachim Brink                           | Porsche 911 S                                | 1:17:42                                      | +12:08                                       |                                              |
| 4.                                           | Rainer Zweibäumer                            | Hans-Joachim Dörfler                         | BMW 1600-2                                   | 1:23:11                                      | +17:37                                       |                                              |
| 5.                                           | Horst Rack                                   | Helmut Köhler                                | Porsche 911 S                                | 1:24:08                                      | +18:34                                       |                                              |
| 6.                                           | Vladimír Hubáček                             | Vojtěch Rieger                               | Alpine-Renault A110 1600                     | 1:26:12                                      | +20:38                                       |                                              |
| 7.                                           | Rudolf Müller                                | Georg Hopf                                   | BMW 2002 Ti                                  | 1:26:44                                      | +21:10                                       |                                              |
| 8.                                           | Gerd Behret                                  | Horst Blesinger                              | Porsche 911 S                                | 1:27:48                                      | +22:14                                       |                                              |
| 9.                                           | Hans-Peter Kurrle                            | Dieter Brucklacher                           | BMW 1600 TI                                  | 1:34:51                                      | +29:17                                       |                                              |
| 10.                                          | Berthold Grüner                              | Walter Grözinger                             | Porsche 911 S                                | 1:36:41                                      | +31:07                                       |                                              |